# JODAN JODAN
「JODAN JODAN」（ジョーダン・ジョーダン）は、日本のフォークバンド・海援隊のメジャー8作目（通算13作目）のシングル。

## 概要
- 前作「思えば遠くへ来たもんだ」から約10か月ぶりのシングル。
- カップリング曲は蝦名由紀子主演の映画『東京大空襲 ガラスのうさぎ』の主題歌に起用された。映画のタイアップを手掛けるのは前作の表題曲に続き2度目となった。
- オリコンチャート最高位86位を獲得。「思い出が手を振る」以来2作ぶりに圏内入りを果たした。

## 収録曲

JODAN のジェスチャー

1. JODAN JODAN [3:22]
作詞：武田鉄矢
作曲・編曲：木村昇
武田が西城秀樹の「YOUNG MAN (Y.M.C.A.)」の振り付けに感銘を受け、同曲と同じく両手を駆使しての人文字振り付けをコンセプトに制作された。武田は上述の楽曲に対し「これは売れる」と確信していたといい、タイトルが「JODAN」だからオマージュになっても許してもらえるんじゃないかという気持ちがあったと語っている。また、コミックソングであるが絶対に抗議がこないよう当時の所属芸能事務所であるヤングジャパングループと打ち合わせながら制作したという[1]。
2. 肩より低く頭をたれて [4:24]
作詞：武田鉄矢
作曲：中牟田俊男
編曲：佐孝康夫

- JODAN のジェスチャー

## タイアップ
- 共同映画配給映画『東京大空襲 ガラスのうさぎ』主題歌 (#2)

## 収録アルバム
- 倭人傳 (#1,2)